# Rogerinho (sambista)
Rogério Teodoro da Silva, conhecido apenas como Rogerinho ou Rogerinho Renascer (Rio de Janeiro, 29 de novembro de 1967), é um compositor e intérprete de samba-enredo brasileiro.

## Carreira
Iniciou sua carreira na Em Cima da Hora, defendendo sambas nas disputas de samba-enredo dessa escola. mas logo foi convidado a integrar o carro de som da Portela, que o levaram para Madureira no início da década de 1990, para ser apoio de Dedé da Portela onde ficou por seis anos. Em 1995 fez parte do grupo de apoio do Arrastão de Cascadura, tendo estreado como intérprete oficial no ano seguinte, na Em Cima da Hora. Em 1998 e 1999, assumindo o microfone principal da Portela, afastou-se durante um tempo, até 2004, quando passou a ser apoio de Nêgo, no Império Serrano. No ano seguinte defendeu a emergente Renascer de Jacarepaguá, escola pelo qual se identificou muito, onde até fez a adotar a denominação Rogerinho Renascer. estando nela durante nove anos. Mesmo na Renascer, Rogerinho esteve como apoio da Inocentes de Belford Roxo e Porto da Pedra, respetivamente nos anos de 2006 e 2009. tendo em 2013 dividindo o microfone oficial da Madureira do Turfe com Igor Vianna
No ano de 2014 retorna à Portela onde faria um trio com Wantuir e Rixxah, mas acabou indo ao grupo de cantores de apoio da Portela. além de permanecer como cantor principal da Madureira do Turfe. Em 2015, foi apoio da Império da Tijuca e continuou na mesma função na Portela
A partir de 2016 passou a atuar como intérprete oficial da Império da Tijuca, permanecendo no ano seguinte, onde dividiu carro de som com Daniel Silva e retornaria ao posto de intérprete oficial da Em Cima da Hora, junto com Tiãozinho Cruz e Maderson Carvalho.    

## Títulos e estatísticas
|                  | Campeão | Vice | Terceiro |
| ---------------- | ------- | ---- | -------- |
| Primeira Divisão | 2014    | —    | 2013     |
| Segunda Divisão  | 2011    | 2009 | —        |

## Premiações
- Gato de Prata

1. 2011 - Melhor intérprete (Renascer) [8]

- Troféu Jorge Lafond

1. 2006 - Melhor intérprete (Renascer) [9]